# Reichstag zu Worms (1495)

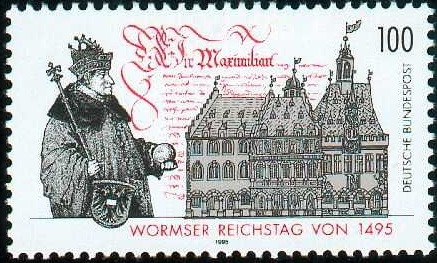
Reichstag zu Worms 1495
(deutsche Briefmarke 1995)

Auf dem Reichstag zu Worms des Jahres 1495 wurde der Grundstein zu einer umfassenden Reichsreform gelegt. Auch wenn einige Teile der dort beschlossenen Reformen nicht von Dauer sein sollten, bestimmten diese dennoch maßgeblich die weitere Entwicklung des Reiches. Sie sollten die Struktur und die Verfassungsordnung des Heiligen Römischen Reiches verändern, um die erkannten Probleme der Reichsregierung zu lösen.

## Vorgeschichte
Im Laufe des 15. Jahrhunderts wurde es immer deutlicher, dass das Heilige Römische Reich eine Reichsreform nötig hatte. Die Meinungen darüber reichten von der Wiederherstellung der kaiserlichen Machtvollkommenheit bis zu einem kurfürstlichen Regiment. Einer von vielen Entwürfen war zum Beispiel die Reformatio Sigismundi. Gemein hatten fast alle Reformvorschläge die Befürwortung eines „ewigen Landfriedens“, Rechts-, Gerichts-, Steuer- und Münzordnungen.
Vom Frankfurter Wahltag (1486) an versuchten die Reichsstände, ihre Unterstützung für den Kaiser von Zugeständnissen bei der Reichsreform abhängig zu machen. Kaiser Friedrich III. lehnte diese bis auf den zehnjährigen Landfrieden (1486) jedoch immer ab. Maximilian I., römisch-deutscher König und späterer Kaiser, verlängerte den Landfrieden am 10. Mai 1494 bis 1499, was als Signal seiner Reformbereitschaft angesehen wird.

## Der Reichstag zu Worms
Als Maximilian I. am 24. November 1494 den Wormser Reichstag für den 2. Februar 1495 ausschrieb, war sein Anliegen  nicht die Reichsreform, sondern verschiedene außenpolitische Probleme. Maximilian sah den Türkenkrieg gegen das Osmanische Reich als seine wichtigste Pflicht an. Dazu kam, dass Karl VIII. von Frankreich 1494 einen Italienfeldzug begonnen hatte, der den Papst, Reichsitalien und besonders Mailand, mit dem Maximilian durch Heirat mit Bianca Maria Sforza verbunden war, bedrohte. Der Türkenkrieg trat somit in den Hintergrund und Maximilian plante einen Italienfeldzug für 1495, den er mit seiner Kaiserkrönung in Rom verbinden wollte. Aus diesen Gründen hatte er für den Reichstag nur zwei Wochen vorgesehen und hoffte, mit den (nach seinen Vorstellungen gerüstet erscheinenden und einverstandenen) Reichsständen im Anschluss zum Zug auf Rom aufzubrechen.
Nach verschiedenen Verzögerungen traf Maximilian am 18. März in Worms ein. Entgegen seiner optimistischen Vorstellung sollte er Worms erst im September wieder verlassen, da die Reichsstände weniger am Feldzug, sondern an der Reichsreform interessiert waren. Der Verlauf des Reichstags lässt sich grob in drei Phasen unterteilen.

### 26. März bis 27. April
Nachdem er den Reichstag eröffnet hat, wies er die Stände auf die Gefahren in Italien hin. Er forderte gegen die Franzosen die sogenannte „eilende Hilfe“ zur Unterstützung der von ihm mitgetragenen Heiligen Liga. Die Reichsstände lehnten dies, auch mit Hinweis auf die noch nicht angereisten Adeligen und Botschafter, erst einmal ab. Stattdessen schlugen sie vor, die Reichsreform zu erörtern. Da es für den König offensichtlich drängend war, nach Italien zu ziehen, versuchten die Stände seine Zwangslage für sich zu nutzen, um die Reformfrage zu klären. Erst am 7. April wurden die ständischen Verhandlungen offiziell aufgenommen, wobei die Stände zuerst ihre Reformwünsche unter sich und ohne den König ausmachten.
Derweil wurden die Nachrichten aus Italien schlechter. Karl VIII. von Frankreich hatte das Königreich Neapel erobert und man war besorgt, er würde ganz Italien erobern. Papst und Kaiserkrone drohten Karl VIII. in die Hände zu fallen und 4000 Mann müssten dringlich nach Italien geschickt werden, forderte Maximilian in einem erneuten Hilfsgesuch an die Stände am 24. April. Diese wollten jedoch von finanzieller Unterstützung für den König ohne die Zusage einer Reform weiterhin nichts wissen.
Am 5. April belehnte Maximilian mit Zustimmung der Kurfürsten und Grafen Ludovico Maria Sforza mit dem Herzogtum Mailand und den Grafschaften Pavia und Angleria.

### 27. April bis 22. Juni
Am 27. April erschien Maximilian auf der Reichsversammlung und erklärte sich bereit, zuerst über Reichsregiment, Landfriede und Kammergericht zu verhandeln, wonach auswärtige Hilfe und Reichssteuern thematisiert werden sollten. Im Folgenden bat Maximilian noch mehrmals um Unterstützung in Italien und versuchte, die Angst vor einem zu starken Frankreich zu schüren. Trotz Schreckensnachrichten aus Italien sowie Auftritten von Botschaftern der Mitglieder der Heiligen Liga konnte sich Maximilian nicht gegen die Stände durchsetzen.
Der Tonfall der folgenden Verhandlungen verschärfte sich, der König sprach verbittert von Erpressung. Kleinere und größere Zugeständnisse hielten die Verhandlungen in Gang. Am 1. Juni wurden dem König 100.000 Gulden eilende Hilfe versprochen und man einigte sich in Grundzügen über Landfrieden, Kammergericht und Reichssteuer. Hauptstreitpunkt war nun noch das Reichsregiment, auf das sich Maximilian nicht einlassen wollte.

### 22. Juni bis 7. August
Nachdem die Stände weiterhin die Italienhilfe hartnäckig ablehnten, legte Maximilian am 22. Juni einen Gegenvorschlag zur Reichsreform vor. Damit bot er zwar keine Alternative zu den für ihn nicht akzeptablen Reformplänen der Reichsstände, zeigte aber gleichzeitig, dass er sich endgültig auf die innenpolitische Auseinandersetzung einließ und seine Italienpläne hintenan stellte. Ende Juni musste sich Karl VIII. aus Italien zurückziehen, wodurch der außenpolitische Druck von Maximilian abfiel. Jetzt konnte er sich voll auf die Verhandlungen konzentrieren, die sich dem Ende näherten. Vermutlich auf Einwirken des Mainzer Kurfürsten Berthold von Henneberg, dem Reichserzkanzler und Wortführer der Reichsstände, wurde bis zum 28. Juni der Vorschlag des Reichsregiments von den Kurfürsten und Fürsten zurückgezogen und die versprochenen und bewilligten 100.000 Gulden ausgezahlt.
Damit waren die grundsätzlichen Verhandlungen gerettet und man einigte sich in den folgenden Wochen über Kompromisse bei den anderen Verhandlungspunkten oder verschob sie auf den nächsten Reichstag. Im Laufe des Juli wurden die Schlussfassungen der Reformgesetze erstellt und mit den Abschlussfestlichkeiten begonnen. Nachdem am 26. Juli die Endfassungen des Ewigen Landfriedens, des Kammergerichts, der Handhabung von Krieg und Frieden und des Gemeinen Pfennigs dem König vorgelegt worden waren, gab es noch letzte Korrekturen, bevor am 7. August die offiziellen Texte herausgegeben wurden.

## Die Beteiligten und die Verhandlungen
Der Begriff Reichstag war zu dieser Zeit noch nicht etabliert. Man kann zwar rückblickend etwa seit den 1470er Jahren von Reichstagen reden, aber im Sprachgebrauch wurden diese Versammlungen eher noch als Hoftage bezeichnet und erst mit den Beschlüssen dieses Reichstages wurde der Begriff Reichstag gebräuchlich. Eine Übersicht über die Teilnehmer Versammlung ist gegeben in 

### Die beteiligten Stände und deren Positionen
Wenn auch von einer Reichsversammlung ausgegangen wird, hatten sich längst nicht alle Adeligen und Kräfte des Reiches zusammengefunden. Von den sieben Kurfürsten waren fünf anwesend, die von Böhmen und Brandenburg waren nicht erschienen. Dazu waren zehn geistliche und 29 weltliche Fürsten persönlich erschienen, zwölf geistliche und weltliche Fürsten hatten diplomatische Vertreter geschickt. Außerdem waren 67 Grafen und freie Herren anwesend sowie 24 Reichsstädte vertreten. Damit waren insgesamt 147 Reichsstände anwesend, was knapp die Hälfte ausmachte.
Beim Reichstag von Worms gab es keine klare Fronten zwischen König und Reichsständen. Vielmehr war das Hauptproblem und der Grund für die langen Verhandlungen die mangelnde Einigkeit zwischen den Ständen. Die Reichsstände waren beim Reichstag in drei Kurien (Gremien des Reichstags) vertreten. In jeder dieser Kurien mussten erst alle Interessen zu einem Konsens geführt werden, die Interessen der drei Kurien abgestimmt werden und erst dann konnte mit dem König verhandelt werden. Wenn aufgrund von Verhandlungen eine Änderung vorgenommen wurde, mussten die Kurien wiederum informiert werden. Einige der Stände waren sehr an der Reichsreform interessiert. Andere waren aus verschiedenen Gründen gegen die Reformvorschläge, weil sie auf Privilegien verzichten sollten, sich und ihre Interessen nicht genug vertreten sahen oder einen Konflikt ihrer Loyalitäten sahen. In Bezug auf die Reformen gab es keine geschlossenen Fronten und kein „Reich gegen König“.

### Die Rolle Bertholds von Henneberg
Berthold von Henneberg, Mainzer Kurfürst, Reichserzkanzler und Wortführer der Reichsstände, war bei dem Reichstag eine zentrale Figur. Er traf mit dem König, der 1494 Bertholds Position als Erzkanzler bestätigt und gestärkt hatte, zusammen ein. Bei den Verhandlungen hatte er die Vermittlerrolle zwischen den Ständen inne und versuchte auch mehrmals, als der Reichstag zu scheitern drohte, zu vermitteln und dem König Zugeständnisse zu machen. Gleichzeitig war er einer der stärksten Vertreter der Reichsreform. Da er sich besonders für das Reichsregiment einsetzte, hatte Maximilian ihn bald im Verdacht, sich auf diesem Weg selbst zum Herrscher im Reich aufschwingen zu wollen. Welche Motivation Berthold von Henneberg für seine Politik hatte, lässt sich nicht erschließen, aber er war als kluger und einflussreicher Politiker bekannt, der zeit seines Lebens weiter für die Reichsreform eintrat.

### Das Reichsregiment
Das Reichsregiment war der zentrale Punkt der Reformpläne der Stände und Bertholds von Henneberg und gleichzeitig der schwierigste und umstrittenste. Nach den Plänen der Stände hätte er eine freiwillige Entmachtung des Königs und des Kaisertums bedeutet, in der die Reichsregierung an einen Rat übergegangen wäre. Hierbei hätte es sich allerdings mitnichten um eine moderne oder gar demokratische „Volksregierung“ gehandelt, sondern um die Ersetzung der Monarchie durch eine Oligarchie der Kurfürsten. Dies war auch den Reichsständen schnell klar geworden, weshalb das Reichsregiment der schwierigste und umstrittenste Punkt der Reformpläne war, nicht nur beim König. Maximilian machte einen Gegenvorschlag, der das Reichsregiment zu seinem Hofrat gemacht hätte und zu einer Art Abwesenheitsvertretung des Königs. Da dies wiederum nicht im Interesse der reformwilligen Stände stand, konnte der Reichstag erst zur Einigung kommen, als die Pläne für das Reichsregiment vollständig aufgegeben wurden.

## Die Reformen von Worms
Der Landfriede, das Kammergericht und der Gemeine Pfennig waren die herausragenden und maßgeblichen Ergebnisse des Reichstags von Worms. Aufgrund ihrer Neuartigkeit und der Zeit konnten sie nicht sofort (oder sogar gar nicht) zum geplanten Erfolg führen, aber gerade Landfriede und Kammergericht machen die Grundlagen des heutigen Rechtsstaats aus.
Wesentlich wichtiger sind aber die nicht festgehaltenen und nicht so greifbaren Ergebnisse des Reichstags von 1495. Der Reichstag als Begriff und Institution wurde nachhaltig geprägt. Die Adeligen Stände wurden an das Konzept herangeführt, sich zu versammeln, um organisiert Politik zu machen. Institutionalisierung und Rechtsstaatlichkeit wurden vorangetrieben, wodurch die Staatsbildung gefördert wurde. Und vor allem akzeptierte der König die Institution Reichstag als einflussreiches politisches Instrument.

## Weitere Entwicklungen und Folgen
Die schweizerische Eidgenossenschaft lehnte die Reichssteuer und das Reichskammergericht ab. Dies war einer der Gründe, der 1499 zum Schwabenkrieg führte. Nach dem Sieg der Eidgenossenschaft wurde im Frieden zu Basel implizit anerkannt, dass die Eidgenossenschaft von Reichssteuer und Reichskammergericht ausgenommen blieb, ohne jedoch aus dem Reich auszuscheiden.
Das in Worms besprochene Reichsregiment wurde erst auf dem Reichstag zu Augsburg im Jahr 1500 tatsächlich einberufen, aber schon 1502 wieder aufgelöst. Ein zweiter Reformversuch, der wiederum in Worms, auf dem Reichstag von 1521, unternommen wurde, scheiterte ebenfalls.
Am 21. Juli 1495 wurde die Grafschaft Württemberg auf dem Reichstag unter Eberhard I. zum gleichnamigen Herzogtum erhoben. Zu dessen Ehren schuf 1818 Justinus Kerner das Gedicht Der reichste Fürst, in dem Vorgänge während des Reichstages skizziert werden.